# Gagrella tristis
Gagrella tristis is een hooiwagen uit de familie Sclerosomatidae.